# عودة ماري بوبينز
عودة ماري بوبينس (بالإنجليزية: Mary Poppins Returns)‏ هو فيلم خيال موسيقي أمريكي أخرجه روب مارشال وكتبه ديفيد ماغي. وهو تكملة لفيلم عام 1964 ماري بوبين. من بطولة إيميلي بلنت، لين مانويل ميراندا، ميريل ستريب، ويشوا بن، إميلي مورتيمر، ديفيس الجني، داوسون جويل، صالح ناتانايل، جولي والترز، كولن فيرث، وأنجيلا لانسبوري. تعيين 25 عاماً بعد عام 1964 الفيلم، سيضم ماري بوبينس، المربية السابقة جين ومايكل المصرفي، وإعادة زيارة لهم بعد مأساة عائلية.
عُرض الفيلم في 25 ديسمبر 2018.

## روابط خارجية
- عودة ماري بوبينز على موقع IMDb (الإنجليزية)
- عودة ماري بوبينز على موقع ميتاكريتيك (الإنجليزية)
- عودة ماري بوبينز على موقع روتن توميتوز (الإنجليزية)
- عودة ماري بوبينز على موقع قاعدة بيانات الأفلام العربية
- عودة ماري بوبينز على موقع ألو سيني (الفرنسية)
- عودة ماري بوبينز على موقع Turner Classic Movies (الإنجليزية)
- عودة ماري بوبينز على موقع أول موفي (الإنجليزية)
- عودة ماري بوبينز على موقع بوكس أوفيس موجو (الإنجليزية)
- عودة ماري بوبينز على موقع فيلمافينيتي (الإسبانية)
- عودة ماري بوبينز على موقع قاعدة بيانات الأفلام السويدية (السويدية)